# Coelotrypes pulchellinus
Coelotrypes pulchellinus är en tvåvingeart som först beskrevs av Erich Martin Hering 1940.  Coelotrypes pulchellinus ingår i släktet Coelotrypes och familjen borrflugor.
Artens utbredningsområde är Kenya. Inga underarter finns listade i Catalogue of Life.